# Méthylènedioxypyrovalérone
Ne pas confondre avec la MDMA ni avec la pyrovalérone (PV).
La méthylènedioxypyrovalérone (MDPV) est une drogue psychostimulante hautement addictive de la famille des cathinones.
Elle a été pour la première fois développée dans les années 1960 par une équipe de Boehringer-Ingelheim. C'était depuis resté un composé inconnu jusqu'à ce qu'il soit popularisé à partir de 2004 sous le nom de « sels de bain » ou vendu comme nouveau produit de synthèse (research chemical).

Elle est liée chimiquement à la pyrovalérone, un médicament stimulant abandonné en raison de son risque d'abus important.

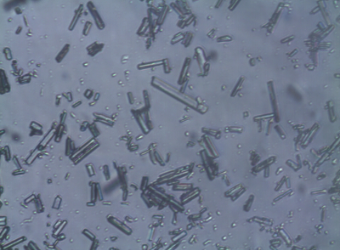
Cristaux de MDPV (grossissement 400x).

## Pharmacologie

### Pharmacodynamie
La pharmacologie de la MDPV est relativement peu connue et explorée.
Il semblerait toutefois qu'elle agisse de manière similaire à d'autres stimulants tels que la cocaïne, l'amphétamine et la plupart des molécules appartenant à la famille des cathinones (dont les analogues de la pyrovalérone), comme un inhibiteur de la recapture de la dopamine et de la noradrénaline. Cependant, elle diffère d'autres cathinones de synthèse par la présence d'un cycle pyrrolidine qui lui confère son pouvoir d'inhibiteur de la capture des catécholamines par leurs transporteurs, mais également par une action sur l'élimination de la dopamine, à l'instar de la cocaïne. 
Elle possède un risque d'abus extrêmement élevé, ce qui a été observé chez le rat et chez l'homme. 

### Pharmacocinétique
La MDPV est métabolisée par les cytochromes CYP450 2D6, 2C19, 1A2 dans le foie en méthylcatéchol et en pyrrolidine, ainsi que sous forme inchangée. Ces dérivés vont être glucuronoconjugués.

## Effets et conséquences
On peut notamment citer :

### Effets recherchés
- euphorie ;
- énergie et motivation ;
- sensation de bien-être ;
- augmentation de la sociabilité ;
- accélération de la pensée, stimulation intellectuelle, qui aboutit, à terme, à une désorganisation de la pensée ;
- augmentation de la concentration (trouble de la concentration à trop forte dose) ;
- modification de la libido, prolongation de l'orgasme ;
- diminution du besoin ressenti de sommeil.

### Effets indésirables
De très nombreux effets indésirables peuvent apparaître fréquemment, comme : la tachycardie, la vasoconstriction, l'hypertension artérielle, l'anxiété parfois extrême, la paranoïa et la psychose.
Cette substance peut provoquer l'arrêt cardiorespiratoire chez le sujet à risque, et majore le risque d'accident vasculaire cérébral (AVC).
L'administration de benzodiazépines n'est souvent pas suffisante pour venir à bout de l'insomnie qu'induit la MDPV, et des antipsychotiques sont occasionnellement utilisés en automédication. Il n'y a semble-t-il pas de données médicales sur le traitement utilisé en hôpitaux.
La MDPV présente un risque addictif non négligeable (dépendance psychique semble-t-il) :
- important craving (envie impérieuse, compulsive de consommer de façon répétée) ;
- développement d'une tolérance aux effets psychiques recherchés en cas d'usage abusif (et pas ou peu aux effets délétères physiques, augmente le risque de surdosage : effets indésirables, accidents, intoxications aiguës / overdoses), tendance des usagers réguliers à augmenter les doses consommées, ce qui augmenterait également la durée d'action du produit.

Une hypothèse avancée pour expliquer la tolérance physique nulle serait l’absence d'action directe de la MDPV sur la libération de dopamine (contrairement au méthylphénidate (ritaline), à l'éthylphénidate et aux autres agents dopaminergiques comme la cocaïne).

### Description des effets
Les effets primaires issus de la montée ont une durée de 30 minutes. Ensuite, les effets primaires post-montée durent de 3 à 4 heures quel que soit le mode de consommation, avec des effets résiduels durant de 6 à 8 heures. Le MDPV est un psychostimulant à très longue durée de vie. C'est le premier dans ce domaine. L'insomnie est donc de très longue durée et provoque à terme une déplétion en sommeil. Les usagers utilisent alors souvent des tranquillisants, des opiacés, des antipsychotiques ou d'autres sédatifs pour minorer ces effets secondaires. 
Aussi, le MDPV est réputé pour sa montée fulgurante appelée rush par les usagers, durant environ 30 minutes quand insufflé et particulièrement quand il est injecté par voie intraveineuse, intramusculaire ou sous-cutanée. S'ensuit une période nommée craving où l'envie de reconsommer compulsivement le produit est alors très forte, même lorsque les effets secondaires sont désagréables.